# Dustin Colquitt
Dustin Farr Colquitt (Knoxville, 6 maggio 1982) è un giocatore di football americano statunitense che milita nel ruolo di punter per i Pittsburgh Steelers della National Football League (NFL).

## Carriera

### Kansas City Chiefs
I Kansas City Chiefs scelsero Colquitt nel corso del terzo giro (99º assoluto) del Draft NFL 2005, facendogli firmare un contratto del valore di 1,345 milioni di dollari.
Nel corso della stagione 2017, Colquitt stabilì un record di franchigia con un punt da 81 yard. Il 28 febbraio 2008 siglò un nuovo contratto quinquennale del valore di 8,5 milioni di dollari. 
Colquitt nella stagione 2009 stabilì i primati personali sia in punt che in yard su punt, rispettivamente con 96 e 4.361.
Nella stagione 2012, Colquitt ebbe una media di 46,8 yard a punt, la migliore in carriera, venendo convocato per il suo primo Pro Bowl. Il 5 marzo 2013 firmò per altri 5 anni a 18,75 milioni di dollari, diventando il punter più pagato della NFL.
Nel 2016, Colquitt fu convocato per il suo secondo Pro Bowl dopo l'infortunio di Pat McAfee. Nel 2017 divenne il leader di tutti i tempi dei Chiefs sia in punt calciati che in yard su punt, superando Jerrel Wilson. Il 15 marzo 2018, Colquitt firmò per altri tre anni con i Chiefs. Nel 2019 divenne il giocatore dei Chiefs con più presenze nella storia della NFL, superando Will Shields. Il 2 febbraio 2020 scese in campo nel Super Bowl LIV contro i San Francisco 49ers che i Chiefs vinsero per 31-20, conquistando il primo titolo dopo cinquant'anni. Nella finalissima calciò due punt a una media di 50 yard l'uno. Il 28 aprile 2020 fu svincolato.

### Pittsburgh Steelers
Il 7 settembre 2020 Colquitt firmò un contratto di un anno con i Pittsburgh Steelers.

## Palmarès

### Franchigia
- Super Bowl : 1

Kansas City Chiefs: LIV
- American Football Conference Championship: 1

Kansas City Chiefs: 2019

### Individuale
- Convocazioni al Pro Bowl: 2

2012, 2016

## Famiglia
Colquitt è il figlio di Craig, che vinse due Super Bowl con i Pittsburgh Steelers dal 1978 al 1984. Suo fratello Britton gioca per i Minnesota Vikings, mentre suo zio Jimmy giocò per i Seattle Seahawks nel 1985. Tutti e quattro sono stati dei punter ed hanno giocato al college per i Tennessee Volunteers.